# Australian Open-mesterskabet i herredouble
Australian Open-mesterskabet i herredouble er en tennisturnering, der afholdes én gang årligt som en del af Australian Open. Turneringen er siden 1988 blevet afviklet i Melbourne Park i Melbourne, Australien, hvor kampene spilles på hardcourt-baner af typen GreenSet. Australian Open spilles over to uger fra midten af januar og er den første af de fire grand slam-turneringer i kalenderåret. 
Mesterskabet blev spillet første gang i 1905 under navnet Australasian Championships (Australasiatiske mesterskaber). I 1927 ændredes navnet til Australian Championships. Ved begyndelsen af den åbne æra, hvor professionelle spillere også fik lov at deltage, ændredes navnet til Australian Open (Australske mesterskaber). Mesterskabet blev ikke spillet i perioden 1916-18 på grund af første verdenskrig og i 1940-45 på grund af anden verdenskrig.
Turneringens termin er blevet ændret flere gange. I 1977 blev den flyttet fra januar til december, hvilket medførte to turneringer i 1977: en i januar og en i december. Og udgaven, der var planlagt afholdt i december 1986, blev flyttet til januar 1987, og derfor blev der ikke spillet Australian Open i kalenderåret 1986.

## Historie
Australian Open er blevet spillet i flere forskellige byer: Christchurch og Hastings i New Zealand, samt Perth, Brisbane, Adelaide, Sydney og Melbourne i Australien. Begivenheden blev afholdt i en ny by hvert år, indtil Melbourne blev valgt som fast værtsby fra og med 1972, hvorefter turneringen hvert år blev spillet i Kooyong Lawn Tennis Club, indtil den flyttede til Melbourne Park i 1988.
Indtil 1988 var turneringen udelukkende blevet spillet på græsbaner, men i forbindelse med flytningen fra Kooyong til Melbourne Park blev turneringens underlag skiftet til hardcourt-typen Rebound Ace. I 2008 skiftede man imidlertid til en ny hardcourt-type: Plexicushion.

## Vindere og finalister
| Australasiatiske mesterskaber |                                                          |                                                          |                                                          |
| År                            | Mester                                                   | Finalist                                                 | Resultat                                                 |
| 1905                          | Randolph Lycett (1) Tom Tachell (1)                      | Edgar T. Barnard Basil Spence                            | 11–9, 8–6, 1–6, 4–6, 6–1                                 |
| 1906                          | Rodney Heath (1) Tony Wilding (1)                        | Harry Parker Cecil Cleve Cox                             | 6–2, 6–4, 6–2                                            |
| 1907                          | William Gregg (1) Harry Parker (1)                       | Horace Rice George Wright                                | 6–2, 3–6, 6–2, 6–2                                       |
| 1908                          | Fred Alexander (1) Alfred Dunlop (1)                     | Granville G. Sharp Tony Wilding                          | 6–3, 6–2, 6–1                                            |
| 1909                          | J.P. Keane (1) Ernie Parker (1)                          | Tom Crooks Tony Wilding                                  | 1–6, 6–1, 6–1, 9–7                                       |
| 1910                          | Ashley Campbell (1) Horace Rice (1)                      | Rodney Heath John Odea                                   | 6–3, 6–3, 6–2                                            |
| 1911                          | Rodney Heath (2) Randolph Lycett (2)                     | John Addison Norman Brookes                              | 6–2, 7–5, 6–0                                            |
| 1912                          | James Cecil Parke (1) Charles Dixon (1)                  | Alfred Beamish Gordon Lowe                               | 6–4, 6–4, 6–2                                            |
| 1913                          | Alf Hedeman (1) Ernie Parker (2)                         | Harry Parker Ray Taylor                                  | 8–6, 4–6, 6–4, 6–4                                       |
| 1914                          | Ashley Campbell (2) Gerald Patterson (1)                 | Rodney Heath Arthur O'Hara Wood                          | 7–5, 3–6, 6–3, 6–3                                       |
| 1915                          | Horace Rice (2) Clarence Todd (1)                        | Gordon Lowe Cuthbert St. John                            | 8–6, 6–4, 7–9, 6–3                                       |
| 1916-18                       | Ingen turneringer pga. første verdenskrig                | Ingen turneringer pga. første verdenskrig                | Ingen turneringer pga. første verdenskrig                |
| 1919                          | Pat O'Hara Wood (1) Ron Thomas (1)                       | James Anderson Arthur Lowe                               | 7–5, 6–1, 7–9, 3–6, 6–3                                  |
| 1920                          | Pat O'Hara Wood (2) Ron Thomas (2)                       | Horace Rice Ray Taylor                                   | 6–1, 6–0, 7–5                                            |
| 1921                          | Scott Eaton (1) Rhys Gemmell (1)                         | N. Brearley Edward Stokes                                | 7–5, 6–3, 6–3                                            |
| 1922                          | John Hawkes (1) Gerald Patterson (2)                     | James Anderson Norman Peach                              | 8–10, 6–0, 6–0, 7–5                                      |
| 1923                          | Pat O'Hara Wood (3) Cuthbert St. John (1)                | Dudley Bullough Horace Rice                              | 6–4, 6–3, 3–6, 6–0                                       |
| 1924                          | James Anderson (1) Norman Brookes (1)                    | Pat O'Hara Wood Gerald Patterson                         | 6–2, 6–4, 6–3                                            |
| 1925                          | Pat O'Hara Wood (4) Gerald Patterson (3)                 | James Anderson Fred Kalms                                | 6–4, 8–6, 7–5                                            |
| 1926                          | John Hawkes (2) Gerald Patterson (4)                     | James Anderson Pat O'Hara Wood                           | 6–1, 6–4, 6–2                                            |
| Australske mesterskaber       |                                                          |                                                          |                                                          |
| År                            | Mester                                                   | Finalist                                                 | Resultat                                                 |
| 1927                          | John Hawkes (3) Gerald Patterson (5)                     | Pat O'Hara Wood Ian McInness                             | 8–6, 6–2, 6–1                                            |
| 1928                          | Jean Borotra (1) Jacques Brugnon (1)                     | James Willard Edgar Moon                                 | 6–2, 4–6, 6–4, 6–4                                       |
| 1929                          | Jack Crawford (1) Harry Hopman (1)                       | Jack Cummings Edgar Moon                                 | 6–1, 6–8, 4–6, 6–1, 6–3                                  |
| 1930                          | Jack Crawford (2) Harry Hopman (2)                       | John Hawkes Tim Fitchett                                 | 8–6, 6–1, 2–6, 6–3                                       |
| 1931                          | Charles Donohoe (1) Ray Dunlop (1)                       | Jack Crawford Harry Hopman                               | 8–6, 6–2, 5–7, 7–9, 6–4                                  |
| 1932                          | Jack Crawford (3) Edgar Moon (1)                         | Harry Hopman Gerald Patterson                            | 12–10, 6–3, 4–6, 6–4                                     |
| 1933                          | Keith Gledhill (1) Ellsworth Vines (1)                   | Jack Crawford Edgar Moon                                 | 6–4, 10–8, 6–2                                           |
| 1934                          | Pat Hughes (1) Fred Perry (1)                            | Adrian Quist Don Turnbull                                | 6–8, 6–3, 6–4, 3–6, 6–3                                  |
| 1935                          | Jack Crawford (4) Vivian McGrath (1)                     | Pat Hughes Fred Perry                                    | 6–4, 8–6, 6–2                                            |
| 1936                          | Adrian Quist (1) Don Turnbull (1)                        | Jack Crawford Vivian McGrath                             | 6–8, 6–2, 6–1, 3–6, 6–2                                  |
| 1937                          | Adrian Quist (2) Don Turnbull (2)                        | John Bromwich Jack Harper                                | 6–2, 9–7, 1–6, 6–8, 6–4                                  |
| 1938                          | John Bromwich (1) Adrian Quist (3)                       | Gottfried von Cramm Henner Henkel                        | 7–5, 6–4, 6–0                                            |
| 1939                          | John Bromwich (2) Adrian Quist (4)                       | Colin Long Don Turnbull                                  | 6–4, 7–5, 6–2                                            |
| 1940                          | John Bromwich (3) Adrian Quist (5)                       | Jack Crawford Vivian McGrath                             | 6–3, 7–5, 6–1                                            |
| 1941-45                       | Ingen turneringer pga. anden verdenskrig                 | Ingen turneringer pga. anden verdenskrig                 | Ingen turneringer pga. anden verdenskrig                 |
| 1946                          | John Bromwich (4) Adrian Quist (6)                       | Max Newcombe Leonard Schwartz                            | 6–3, 6–1, 9–7                                            |
| 1947                          | John Bromwich (5) Adrian Quist (7)                       | Frank Sedgman George Worthington                         | 6–1, 6–3, 6–1                                            |
| 1948                          | John Bromwich (6) Adrian Quist (8)                       | Frank Sedgman Colin Long                                 | 1–6, 6–8, 9–7, 6–3, 8–6                                  |
| 1949                          | John Bromwich (7) Adrian Quist (9)                       | Geoffrey Brown Bill Sidwell                              | 1–6, 7–5, 6–2, 6–3                                       |
| 1950                          | John Bromwich (8) Adrian Quist (10)                      | Jaroslav Drobný Eric Sturgess                            | 6–3, 5–7, 4–6, 6–3, 8–6                                  |
| 1951                          | Frank Sedgman (1) Ken McGregor (1)                       | John Bromwich Adrian Quist                               | 11–9, 2–6, 6–3, 4–6, 6–3                                 |
| 1952                          | Frank Sedgman (2) Ken McGregor (2)                       | Don Candy Mervyn Rose                                    | 6–4, 7–5, 6–3                                            |
| 1953                          | Lew Hoad (1) Ken Rosewall (1)                            | Don Candy Mervyn Rose                                    | 9–11, 6–4, 10–8, 6–4                                     |
| 1954                          | Mervyn Rose (1) Rex Hartwig (1)                          | Neale Fraser Clive Wilderspin                            | 6–3, 6–4, 6–2                                            |
| 1955                          | Vic Seixas (1) Tony Trabert (1)                          | Lew Hoad Ken Rosewall                                    | 6–3, 6–2, 2–6, 3–6, 6–1                                  |
| 1956                          | Lew Hoad (2) Ken Rosewall (2)                            | Don Candy Mervyn Rose                                    | 10–8, 13–11, 6–4                                         |
| 1957                          | Neale Fraser (1) Lew Hoad (3)                            | Malcolm Anderson Ashley Cooper                           | 6–3, 8–6, 6–4                                            |
| 1958                          | Ashley Cooper (1) Neale Fraser (2)                       | Roy Emerson Bob Mark                                     | 7–5, 6–8, 3–6, 6–3, 7–5                                  |
| 1959                          | Rod Laver (1) Bob Mark (1)                               | Don Candy Robert Howe                                    | 9–7, 6–4, 6–2                                            |
| 1960                          | Rod Laver (2) Bob Mark (2)                               | Roy Emerson Neale Fraser                                 | 1–6, 6–2, 6–4, 6–4                                       |
| 1961                          | Rod Laver (3) Bob Mark (3)                               | Roy Emerson Martin Mulligan                              | 6–3, 7–5, 3–6, 9–11, 6–2                                 |
| 1962                          | Roy Emerson (1) Neale Fraser (3)                         | Bob Hewitt Fred Stolle                                   | 4–6, 4–6, 6–1, 6–4, 11–9                                 |
| 1963                          | Bob Hewitt (1) Fred Stolle (1)                           | Ken Fletcher John Newcombe                               | 6–2, 3–6, 6–3, 3–6, 6–3                                  |
| 1964                          | Bob Hewitt (2) Fred Stolle (2)                           | Roy Emerson Ken Fletcher                                 | 6–4, 7–5, 3–6, 4–6, 14–12                                |
| 1965                          | John Newcombe (1) Tony Roche (1)                         | Roy Emerson Fred Stolle                                  | 3–6, 4–6, 13–11, 6–3, 6–4                                |
| 1966                          | Roy Emerson (2) Fred Stolle (3)                          | John Newcombe Tony Roche                                 | 7–9, 6–3, 6–8, 14–12, 12–10                              |
| 1967                          | John Newcombe (2) Tony Roche (2)                         | Bill Bowrey Owen Davidson                                | 3–6, 6–3, 7–5, 6–8, 8–6                                  |
| 1968                          | Dick Crealy (1) Allan Stone (1)                          | Terry Addison Ray Keldie                                 | 10–8, 6–4, 6–3                                           |
| Australian Open               |                                                          |                                                          |                                                          |
| År                            | Mester                                                   | Finalist                                                 | Resultat                                                 |
| 1969                          | Rod Laver (4) Roy Emerson (3)                            | Ken Rosewall Fred Stolle                                 | 6–4, 6–4                                                 |
| 1970                          | Bob Lutz (1) Stan Smith (1)                              | John Alexander Phil Dent                                 | 8–6, 6–3, 6–4                                            |
| 1971                          | John Newcombe (3) Tony Roche (3)                         | Tom Okker Marty Riessen                                  | 6–2, 7–6                                                 |
| 1972                          | Ken Rosewall (3) Owen Davidson (1)                       | Ross Case Geoff Masters                                  | 3–6, 7–6, 6–2                                            |
| 1973                          | John Newcombe (4) Malcolm Anderson (1)                   | John Alexander Phil Dent                                 | 6–3, 6–4, 7–6                                            |
| 1974                          | Ross Case (1) Geoff Masters (1)                          | Syd Ball Bob Giltinan                                    | 6–7, 6–3, 6–4                                            |
| 1975                          | John Alexander (1) Phil Dent (1)                         | Bob Carmichael Allan Stone                               | 6–3, 7–6                                                 |
| 1976                          | John Newcombe (5) Tony Roche (4)                         | Ross Case Geoff Masters                                  | 7–6, 6–4                                                 |
| 1977 jan.                     | Arthur Ashe (1) Tony Roche (5)                           | Charlie Pasarell Erik Van Dillen                         | 6–4, 6–4                                                 |
| 1977 dec.                     | Ray Ruffels (1) Allan Stone (2)                          | John Alexander Phil Dent                                 | 7–6, 7–6                                                 |
| 1978                          | Wojtek Fibak (1) Kim Warwick (1)                         | Paul Kronk Cliff Letcher                                 | 7–6, 7–5                                                 |
| 1979                          | Peter McNamara (1) Paul McNamee (1)                      | Paul Kronk Cliff Letcher                                 | 7–6, 6–2                                                 |
| 1980                          | Mark Edmondson (1) Kim Warwick (2)                       | Peter McNamara Paul McNamee                              | 7–5, 6–4                                                 |
| 1981                          | Mark Edmondson (2) Kim Warwick (3)                       | Hank Pfister John Sadri                                  | 6–3, 6–7, 6–3                                            |
| 1982                          | John Alexander (2) John Fitzgerald (1)                   | Andy Andrews John Sadri                                  | 6–4, 7–6                                                 |
| 1983                          | Mark Edmondson (3) Paul McNamee (2)                      | Steve Denton Sherwood Stewart                            | 6–3, 7–6                                                 |
| 1984                          | Mark Edmondson (4) Sherwood Stewart (1)                  | Joakim Nyström Mats Wilander                             | 6–2, 6–2, 7–5                                            |
| 1985                          | Paul Annacone (1) Christo van Rensburg (1)               | Mark Edmondson Kim Warwick                               | 3–6, 7–6, 6–4, 6–4                                       |
| 1986                          | Ingen turnering. Termin flyttet fra december til januar. | Ingen turnering. Termin flyttet fra december til januar. | Ingen turnering. Termin flyttet fra december til januar. |
| 1987                          | Stefan Edberg (1) Anders Järryd (1)                      | Peter Doohan Laurie Warder                               | 6–4, 6–4, 7–6                                            |
| 1988                          | Rick Leach (1) Jim Pugh (1)                              | Jeremy Bates Peter Lundgren                              | 6–3, 6–2, 6–3                                            |
| 1989                          | Rick Leach (2) Jim Pugh (2)                              | Darren Cahill Mark Kratzmann                             | 6–4, 6–4, 6–4                                            |
| 1990                          | Pieter Aldrich (1) Danie Visser (1)                      | Grant Connell Glenn Michibata                            | 6–4, 4–6, 6–1, 6–4                                       |
| 1991                          | Scott Davis (1) David Pate (1)                           | Patrick McEnroe David Wheaton                            | 6–7, 7–6, 6–3, 7–5                                       |
| 1992                          | Todd Woodbridge (1) Mark Woodforde (1)                   | Kelly Jones Rick Leach                                   | 6–4, 6–3, 6–4                                            |
| 1993                          | Danie Visser (2) Laurie Warder (1)                       | John Fitzgerald Anders Järryd                            | 6–4, 6–3, 6–4                                            |
| 1994                          | Jacco Eltingh (1) Paul Haarhuis (1)                      | Byron Black Jonathan Stark                               | 6–7, 6–3, 6–4, 6–3                                       |
| 1995                          | Jared Palmer (1) Richey Reneberg (1)                     | Mark Knowles Daniel Nestor                               | 6–3, 3–6, 6–3, 6–2                                       |
| 1996                          | Stefan Edberg (2) Petr Korda (1)                         | Sébastien Lareau Alex O'Brien                            | 7–5, 7–5, 4–6, 6–1                                       |
| 1997                          | Todd Woodbridge (2) Mark Woodforde (2)                   | Sébastien Lareau Alex O'Brien                            | 4–6, 7–5, 7–5, 6–3                                       |
| 1998                          | Jonas Björkman (1) Jacco Eltingh (2)                     | Todd Woodbridge Mark Woodforde                           | 6–2, 5–7, 2–6, 6–4, 6–3                                  |
| 1999                          | Jonas Björkman (2) Patrick Rafter (1)                    | Leander Paes Mahesh Bhupathi                             | 6–3, 4–6, 6–4, 6–7(10–12), 6–4                           |
| 2000                          | Ellis Ferreira (1) Rick Leach (3)                        | Wayne Black Andrew Kratzmann                             | 6–4, 3–6, 6–3, 3–6, 18–16                                |
| 2001                          | Jonas Björkman (3) Todd Woodbridge (3)                   | Byron Black David Prinosil                               | 6–1, 5–7, 6–4, 6–4                                       |
| 2002                          | Mark Knowles (1) Daniel Nestor (1)                       | Fabrice Santoro Michaël Llodra                           | 7–6(7–4), 6–3                                            |
| 2003                          | Fabrice Santoro (1) Michaël Llodra (1)                   | Mark Knowles Daniel Nestor                               | 6–4, 3–6, 6–3                                            |
| 2004                          | Fabrice Santoro (2) Michaël Llodra (2)                   | Mike Bryan Bob Bryan                                     | 7–6(7–4), 6–3                                            |
| 2005                          | Wayne Black (1) Kevin Ullyett (1)                        | Mike Bryan Bob Bryan                                     | 6–4, 6–4                                                 |
| 2006                          | Mike Bryan (1) Bob Bryan (1)                             | Martin Damm Leander Paes                                 | 4–6, 6–3, 6–4                                            |
| 2007                          | Mike Bryan (2) Bob Bryan (2)                             | Maks Mirnyj Jonas Björkman                               | 7–5, 7–5                                                 |
| 2008                          | Jonathan Erlich (1) Andy Ram (1)                         | Arnaud Clément Michaël Llodra                            | 7–5, 7–6(7–4)                                            |
| 2009                          | Mike Bryan (3) Bob Bryan (3)                             | Mahesh Bhupathi Mark Knowles                             | 2–6, 7–5, 6–0                                            |
| 2010                          | Mike Bryan (4) Bob Bryan (4)                             | Daniel Nestor Nenad Zimonjić                             | 6–3, 6–7(5–7), 6–3                                       |
| 2011                          | Mike Bryan (5) Bob Bryan (5)                             | Mahesh Bhupathi Leander Paes                             | 6–3, 6–4                                                 |
| 2012                          | Leander Paes (1) Radek Štěpánek (1)                      | Mike Bryan Bob Bryan                                     | 7–6(7–1), 6–2                                            |
| 2013                          | Mike Bryan (6) Bob Bryan (6)                             | Robin Haase Igor Sijsling                                | 6–3, 6–4                                                 |
| 2014                          | Łukasz Kubot (1) Robert Lindstedt (1)                    | Eric Butorac Raven Klaasen                               | 6–3, 6–3                                                 |
| 2015                          | Simone Bolelli (1) Fabio Fognini (1)                     | Pierre-Hugues Herbert Nicolas Mahut                      | 6–4, 6–4                                                 |
| 2016                          | Jamie Murray (1) Bruno Soares (1)                        | Daniel Nestor Radek Štepánek                             | 2−6, 6−4, 7−5                                            |
| 2017                          | Henri Kontinen (1) John Peers (1)                        | Bob Bryan Mike Bryan                                     | 7−5, 7−5                                                 |
| 2018                          | Oliver Marach (1) Mate Pavić (1)                         | Juan Sebastián Cabal Robert Farah                        | 6−4, 6−4                                                 |
| 2019                          | Pierre-Hugues Herbert (1) Nicolas Mahut (1)              | Henri Kontinen John Peers                                | 6−4, 7−6(7–1)                                            |
| 2020                          | Rajeev Ram (1) Joe Salisbury (1)                         | Max Purcell Luke Saville                                 | 6−4, 6−2                                                 |
| 2021                          | Ivan Dodig (1) Filip Polášek (1)                         | Rajeev Ram Joe Salisbury                                 | 6−3, 6−4                                                 |
| 2022                          | Thanasi Kokkinakis (1) Nick Kyrgios (1)                  | Matthew Ebden Max Purcell                                | 7−5, 6−4                                                 |
| 2023                          | Rinky Hijikata (1) Jason Kubler (1)                      | Hugo Nys Jan Zieliński                                   | 6−4, 7−6(7–4)                                            |
| 2024                          | Rohan Bopanna (1) Matthew Ebden (1)                      | Simone Bolelli Andrea Vavassori                          | 7−6(7–0), 7−5                                            |
| 2025                          | Harri Heliövaara (1) Henry Patten (1)                    | Simone Bolelli Andrea Vavassori                          | 6−7(16–18), 7−6(7–5), 6−3                                |

## Statistik

### Spillere med flest titler
| Spiller          | Amatør-æra | Åben æra | Total | Vinderår                                                   |
| ---------------- | ---------- | -------- | ----- | ---------------------------------------------------------- |
| Adrian Quist     | 10         | -        | 10    | 1936, 1937, 1938, 1939, 1940, 1946, 1947, 1948, 1949, 1950 |
| John Bromwich    | 8          | -        | 8     | 1938, 1939, 1940, 1946, 1947, 1948, 1949, 1950             |
| Bob Bryan        | -          | 6        | 6     | 2006, 2007, 2009, 2010, 2011, 2013                         |
| Mike Bryan       | -          | 6        | 6     | 2006, 2007, 2009, 2010, 2011, 2013                         |
| Gerald Patterson | 5          | -        | 5     | 1914, 1922, 1925, 1926, 1927                               |
| John Newcombe    | 2          | 3        | 5     | 1965, 1967, 1971, 1973, 1976                               |
| Tony Roche       | 2          | 3        | 5     | 1965, 1967, 1971, 1976, 1977 jan.                          |
| Pat O'Hara Wood  | 4          | -        | 4     | 1919, 1920, 1923, 1925                                     |
| Jack Crawford    | 4          | -        | 4     | 1929, 1930, 1932, 1935                                     |
| Rod Laver        | 3          | 1        | 4     | 1959, 1960, 1961, 1969                                     |
| Mark Edmondson   | -          | 4        | 4     | 1980, 1981, 1983, 1984                                     |
| John Hawkes      | 3          | -        | 3     | 1922, 1926, 1927                                           |
| Lew Hoad         | 3          | -        | 3     | 1953, 1956, 1957                                           |
| Bob Mark         | 3          | -        | 3     | 1959, 1960, 1961                                           |
| Neale Fraser     | 3          | -        | 3     | 1957, 1958, 1962                                           |
| Fred Stolle      | 3          | -        | 3     | 1963, 1964, 1966                                           |
| Roy Emerson      | 2          | 1        | 3     | 1962, 1966, 1969                                           |
| Kim Warwick      | -          | 3        | 3     | 1978, 1980, 1981                                           |
| Todd Woodbridge  | -          | 3        | 3     | 1992, 1997, 2001                                           |
| Jonas Björkman   | -          | 3        | 3     | 1998, 1999, 2001                                           |

### Rekorder
Tekst mangler, hjælp os med at skrive teksten